# 瓦西里·托尔斯季科夫
瓦西里·谢尔盖耶维奇·托尔斯季科夫，（俄语：Василий Сергеевич Толстиков，1917年11月6日—2003年4月29日，苏联政治家、外交官。曾担任列宁格勒市第一副市长；苏共列宁格勒州委书记、第二书记、第一书记；苏联驻中国、荷兰特命全权大使等职务。

## 生平
- 1917年11月6日出生于图拉的一个雇员家庭。1934年毕业于图拉建筑技术学校。
- 1934年-1936年，莫斯科煤炭公司矿山工人、技术员、工长。
- 1936年-1940年8月，列宁格勒铁路工程师学院工程系学习。
- 1940年8月-1941年，苏联内务人民委员部边防旅驻列宁格勒州谢斯得罗列茨克市情报部门军官。1940年起，他担任卡累利阿地峡索尔塔瓦拉村6号军事建筑工地总工程师。
- 1941年-1946年，苏联红军服役。

期间：
1941年-1943年，第27旅的独立工兵连服役。1943年负伤。

1943年-1945年，历任列宁格勒方面军第23集团军工兵副总指挥；第23集团军第20工兵旅第2团团长助理；乌克兰第3方面军第26集团军工兵部队服役。

1945年-1946年，苏军驻德集群运输部门负责人，他负责将德国苏占区的工业设备拆除并运回苏联。

- 1946年-1952年，列宁格勒市市政部门工作，负责城市战后重建工作。1948年加入联共（布）。
- 1952年-1957年，苏共列宁格勒州委建设部副部长、部长；苏共列宁格勒州加特契纳区委第一书记。
- 1957年-1960年，列宁格勒市第一副市长。
- 1960年1月-10月，苏共列宁格勒州委书记。
- 1960年10月-1962年5月，苏共列宁格勒州委第二书记。
- 1962年5月-1963年1月，苏共列宁格勒州委第一书记。期间，1962年12月-1963年1月，苏共列宁格勒州工业生产委员会组织局局长。
- 1963年1月-1964年12月，苏共列宁格勒州工业区委第一书记。
- 1964年12月-1970年9月，苏共列宁格勒州委第一书记。
- 1970年10月-1978年4月，驻华特命全权大使。1970年10月13日递交国书。
- 1979年2月-1982年6月，驻荷兰特命全权大使。1979年2月23日递交国书。
- 1982年6月起退休，享受列宁格勒市个人养老金待遇。
- 1991年-1997年，圣彼得堡市退伍军人协会国际关系委员会主席。1992年加入俄罗斯共产党。
- 2003年4月29日于圣彼得堡逝世，享年85岁。葬于神学公墓。

托尔斯季科夫是苏共22-25大代表；第22-25届中央委员；第6-8届苏联最高苏维埃联盟院代表，第5届俄罗斯苏维埃联邦社会主义共和国最高苏维埃代表。

## 荣誉
- 四次列宁勋章
- 十月革命勋章（1987）
- 两次一级国战争勋章（1945,1985）
- 二级卫国战争勋章（1944）
- 红星勋章（1945）
- 各民族人民友谊勋章（1977）
- 保卫列宁格勒奖章（1941）
- 1941-1945年伟大卫国战争战胜德国奖章（1945）